# کندیسه مک‌کلور
کندیسه مک‌کلور (به انگلیسی: Kandyse McClure) (زاده ۲۲ مارس ۱۹۸۰) بازیگر اهل آفریقای جنوبی است.
از فیلم‌های معروف او می‌توان به بازی در فیلم روز مادر اشاره کرد.